# Sparkasse Donauwörth
Die Sparkasse Donauwörth war ein öffentlich-rechtliches Kreditinstitut mit Doppelsitz in Donauwörth und in Oettingen in Bayern. Ihr Geschäftsgebiet lag im Landkreis Donau-Ries. Zum 1. Januar 2025 ist sie mit der Sparkasse Dillingen-Nördlingen zur Sparkasse Nordschwaben fusioniert.

## Organisationsstruktur
Die Sparkasse Donauwörth war eine Anstalt des öffentlichen Rechts. Träger war der „Zweckverband Sparkasse Donauwörth-Oettingen“; an ihm waren beteiligt: Landkreis Donau-Ries (29,00 %), Große Kreisstadt Donauwörth (29,00 %), Stadt Oettingen (20,00 %), Stadt Wemding (12,00 %), Stadt Harburg (Schwaben) (5,00 %) und Stadt Monheim (5,00 %).
Rechtsgrundlagen sind das Sparkassengesetz, die bayerische Sparkassenordnung und die durch den Träger der Sparkasse erlassene Satzung. Organe der Sparkasse sind der Vorstand und der Verwaltungsrat.

## Geschäftsausrichtung
Die Sparkasse Donauwörth betreibt das Universalbankgeschäft. Die Sparkasse Donauwörth wies im Geschäftsjahr 2023 eine Bilanzsumme von 1,496 Mrd. Euro aus und verfügte über Kundeneinlagen von 1,154 Mrd. Euro. Gemäß der Sparkassenrangliste 2023 liegt sie nach Bilanzsumme auf Rang 282. Sie unterhält 21 Filialen/Selbstbedienungsstandorte und beschäftigt 252 Mitarbeiter.

## Geschichte
Als eine der ersten Sparkassen im Königreich Bayern wurde die Sparkasse Donauwörth durch den Magistrat der Stadt Donauwörth auf Anregung des Stadtschreibers Leonhard Kremer am 30. Mai 1823 gegründet.
1854 bildete sich die Sparkasse für die Stadt und den Landgerichtsbezirk Monheim.
1858 wurde die Sparkasse in Wemding als Distriktsparkasse im Landgerichtsgebäude gegründet, ehe vier Jahre später die Stadt Wemding als städtisches Institut die Garantie für die Einlagen übernahm.
Am 11. August 1860 wurde die Sparkasse Oettingen gegründet. Sie war auch den Bewohnern der Landgemeinden des Gerichtsbezirkes Oettingen zugänglich und stand ebenfalls unter der Verwaltung und Garantie der „Commune“.
Der Grundsatzbeschluss des Stadtrates von Harburg über eine Sparkasse wurde 1928 gefasst und 1929 ausgeführt.
Mit Wirkung vom 1. Februar 1936 entstand dann im Bezirk Donauwörth mit Sitz in Donauwörth ein Sparkassenzweckverband, in dem die bisher selbständigen Sparkassen in Donauwörth, Wemding, Monheim und Harburg zu den „Vereinigten Sparkassen des Bezirkes Donauwörth“ zusammengeschlossen wurden. Die Garantie haben die angeschlossenen Städte und der Bezirk (später Landkreis) Donauwörth, d. h., sie waren Gewährträger der Sparkassen.
Am 1. Januar 1994 erfolgte der Zusammenschluss der Sparkassen Donauwörth und Oettingen.
Weitere Geschäftsstellen der Sparkasse befinden sich in Asbach-Bäumenheim (1968), Buchdorf (1960), Parkstadt, Riedlingen, Fremdingen (1983), Kaisheim (1983), Marxheim (1984), Mertingen (1959), Oberndorf (1988) und Tapfheim (1976 Übernahme von der Sparkasse Dillingen).
SB-Geschäftsstellen befinden sich in Donauwörth: Dillinger Straße und Berger Allee, Fünfstetten, Genderkingen, Hainsfarth, Huisheim, Maihingen und Wechingen.
Im Juni 2024 wurden die Fusionspläne der Sparkasse Donauwörth und der Sparkasse Dillingen-Nördlingen öffentlich, mit dem Ziel, zum 1. Januar 2025 zu fusionieren. Zum 1. Januar 2025 ist sie mit der Sparkasse Dillingen-Nördlingen zur Sparkasse Nordschwaben fusioniert.

## Sparkassen-Finanzgruppe
Die Sparkasse Donauwörth ist Teil der Sparkassen-Finanzgruppe und gehört damit auch ihrem Haftungsverbund an. Er sichert den Bestand der Institute und sorgt dafür, dass sie auch im Fall der Insolvenz einzelner Sparkassen alle Verbindlichkeiten erfüllen können. Die Sparkasse vermittelt Bausparverträge der regionalen Landesbausparkasse, offene Investmentfonds der Deka und Versicherungen der Versicherungskammer Bayern. Im Bereich des Leasing arbeitet die Sparkasse Donauwörth mit der  Deutschen Leasing zusammen. Die Funktion der Sparkassenzentralbank nimmt die BayernLB wahr.